# Tidjane Thiam

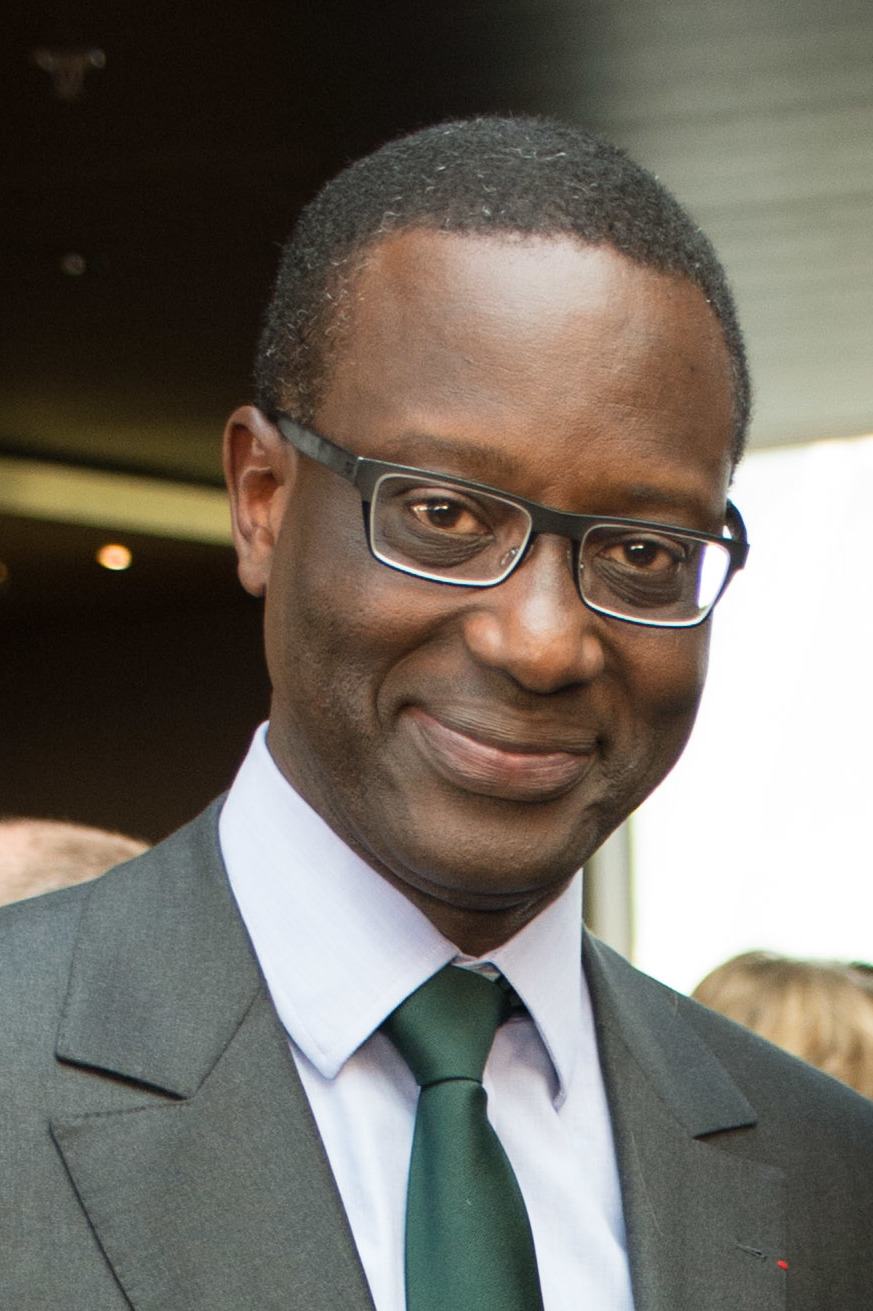
Tidjane Thiam (2015)

Tidjane Cheick Thiam (* 29. Juli 1962 in Abidjan) ist ein ivorisch-französischer Manager und ehemaliger Minister der Elfenbeinküste. Von 2015 bis 2020 war er Vorsitzender der Geschäftsleitung (Group CEO) der Credit Suisse. Seit Ende 2023 ist er Vorsitzender der Demokratischen Partei der Elfenbeinküste.

## Leben
Tidjane Thiam ist ein Nachkomme von Yamousso, einer Herrscherin der Baule, nach der die ivorische Hauptstadt Yamoussoukro benannt ist. Seine Mutter Marietou Thiam war eine Nichte von Félix Houphouët-Boigny, dem ersten Staatspräsidenten der Elfenbeinküste. Sein Vater Amadou Thiam (1923–2009) war ein aus dem Senegal emigrierter Journalist, Diplomat und Politiker, ausgezeichnet als Grand Officier der Légion d’honneur. Thiams Onkel Habib war über zehn Jahre Premierminister des Senegal.
Thiam absolvierte von 1982 bis 1984 die École polytechnique in Paris und graduierte 1986 als einer der Besten an der Mines ParisTech. Danach wurde ihm ein Praktikum bei McKinsey angeboten. Im Rahmen des Praktikums nahm er erfolgreich an einem einjährigen MBA-Programm an der Insead teil.
1994 kehrte Thiam in die Elfenbeinküste zurück. Bis 1998 leitete er das Bureau National d'Études Techniques et de Développement (Nationales Büro für technische Studien und Entwicklung). Von 1998 bis 1999 gehörte er als Minister für Planung und Entwicklung einer Regierung unter Premierminister Daniel Kablan Duncan an. Als Robert Guéï Weihnachten 1999 einen Militärputsch anführte, befand sich Thiam in Paris im Urlaub. Bei seiner Rückkehr wurde er kurz unter Hausarrest gestellt, aber bald wieder entlassen, worauf er das Land verließ.

### Credit Suisse und «Spygate»
Bis 2002 wirkte Tidjane Thiam als Partner für McKinsey in Paris. Bis 2008 bekleidete er eine leitende Funktion bei Aviva, dem fünftgrößten Versicherer der Welt. 2008 wurde er CFO beim Versicherungskonzern Prudential plc in London, 2009 Group Chief Executive.
2015 verließ er Prudential. Obwohl Thiam über keinerlei praktische Erfahrung in einer Bank oder überhaupt der dortigen Unternehmenskultur verfügte, wurde er am 1. Juli 2015 zum Nachfolger von  Brady W. Dougan als Vorsitzender der Geschäftsleitung (CEO) der Credit-Suisse-Gruppe gewählt. Am 7. Februar 2020 kündigte er seinen Rücktritt zum 14. Februar 2020 an, nachdem eine Affäre um die Beschattung zweier ausgetretener Geschäftsleitungsmitglieder (Iqbal Khan, Leiter des Bereichs Internationale Vermögensverwaltung, sowie Personalchef Peter Goerke) zu einem Reputationsschaden der Bank geführt hatte:
Auch Thiams Konkurrent, Iqbal Khan, war ohne Bankenerfahrung, 2013 Finanzchef der Vermögensverwaltung der Credit Suisse geworden. Er lebte als Nachbar von Thiam in Herrliberg. Der Thiam angelasteten Beschattung Khans war ein Nachbarschaftsstreit um Baulärm und die von Thiams Lebensgefährtin Marie-Soazic Geffroy vor die begehrte Aussicht auf den See gepflanzten Bäume sowie der Vorwurf einer Beleidigung gegen sie bei einer feuchtfröhlichen Cocktailparty vorangegangen. Der Streit mit Khan sollte nicht ohne Konsequenzen bleiben: „Sein Untergebener Iqbal Khan sah sich von ihm bei einem legendären Nachbarschaftsabend physisch so stark bedroht, dass er die Polizei einschaltete. Als es in der Spionage-Affäre um Khan zu Vorwürfen gegen Thiam kam, lancierte sein Team gegen den Willen der Beteiligten und gegen die Vertraulichkeitsabmachungen den Namen des Detektivbüros, woraufhin es zu einem Selbstmord kam.“ Nach einer bankinternen Untersuchung wurde Thiam als entlastet bezeichnet: Er und der Verwaltungsrat hätten nichts von den Beschattungen gewusst, die in einem Fall vom später entlassenen Pierre-Olivier Bouée, einem ehemaligen Mitglied der Konzernleitung, in Auftrag gegeben worden sei.
Eine von der FINMA angestrengte, eigene Untersuchung stellte im Herbst 2021 bei der CS schwere Aufsichtsrechtsverletzungen fest. Demnach habe die CS zwischen 2016 und 2019 sieben Observationen geplant und größtenteils durchgeführt. 2016 war Thiam selbst von einem einstigen Sicherheitsspezialisten des britischen Versicherungskonzerns Prudential gestalkt und zusammen mit anderen Mitarbeitern in seinem engeren Umfeld teils massiv bedroht worden.
2020 verließ Tidjane Thiam die Credit Suisse. Sein Nachfolger als Group CEO wurde Thomas Gottstein, der bis dahin der CS-Schweiz-Chef gewesen war. In den knapp fünf Jahren, die Tidjane Thiam in der Bank verbrachte, hatte die Credit Suisse Milliardenverluste verbucht. Sein eigenes Einkommen hatte in der Zeit trotz der tatsächlichen Verluste, inklusive Bonuszahlungen, «über 62 Millionen Franken» betragen. Das exorbitante Einkommen verdankte sich unter anderem großzügigen Boni: «Über 62 Millionen Franken verdiente Thiam in seinen knapp fünf Jahren bei der Credit Suisse. Mehr als zehn davon waren es allein 2019, seinem letzten Jahr als Konzernchef. Damals pervertierte die Bank die Art, wie sie die Boni berechnete.» Schweizer Medien wiesen nach, dass die Bank während Thiams Amtszeit den für den Bonus von Managern maßgeblichen Gewinn «um 9,5 Milliarden Franken nach oben korrigierte». Diese Buchgewinne lösten sich jedoch später «in Luft auf». Auch von einer – nicht offiziell bestätigten – Abgangsentschädigung von 30 Millionen Franken war die Rede.
Anfang 2024 erschien ein als Versuch der Reinwaschung kritisierter Bericht der Group of Thirty, der unter anderem von Tidjane Thiam selbst verfasst worden war und der die Schuld am Zusammenbruch der Credit Suisse allgemein in deren Management verortete.

### Vorsitzender der Demokratischen Partei der Elfenbeinküste und Präsidentschaftswahl
2022 kehrte Thiam an die Elfenbeinküste zurück und wurde am 22. Dezember 2023 zum Vorsitzenden der rechtsliberalen Demokratischen Partei der Elfenbeinküste gewählt. Er wollte an der Präsidentschaftswahl 2025 des Landes teilnehmen und gab dafür im Februar 2025 die 1987 erworbene französische Staatsbürgerschaft ab, um die Bedingungen zur Teilnahme an der Wahl zu erfüllen. Ein ivorisches Gericht untersagte im April 2025 die Teilnahme an der Wahl und strich ihn aus dem Wahlregister, weil er zum Zeitpunkt seiner Registrierung auch die französische Staatsbürgerschaft besessen habe. Das Gericht urteilte auf Basis eines Gesetzes von 1961, dass er die ivorische Staatsbürgerschaft faktisch aufgegeben habe, als er die französische erlangt habe. Deshalb könne er nicht kandidieren. Thiam bezeichnete das Urteil als «demokratischen Vandalismus», der Millionen von Wählern ihrer Stimme beraube. «Die Regierungspartei hat die Gerichte benützt, um ihren größten Rivalen zu beseitigen».

### Privatleben
2015 trennte sich Thiam nach 20-jähriger Ehe von seiner ersten Frau Annette Thiam, einer amerikanischen Anwältin. Die Scheidung erfolgte 2016. Thiam zog mit seiner neuen Lebensgefährtin, der Französin Marie-Soazic Geffroy nach Herrliberg, in den 2020er-Jahren wurde sie seine zweite Ehefrau. Die hochdekorierte Bankerin Geffroy war nach einer Karriere bei Morgan Stanley 2021 bis 2024 bei Perella Weinberg Partners tätig und hatte 2023 mit Jeff Cady, der nach New York wechselte, die Leitung der Global Financial Institutions Group (FIG) der Deutschen Bank in Paris übernommen. Neben ihrer Tätigkeit für die Deutsche Bank betätigt sich Geffroy auch politisch: Im Vorfeld der Präsidentenwahl an der Elfenbeinküste tritt sie als Vorkämpferin des Parti Démocratique de Côte d’Ivoire für die Kandidatur ihres Partners Thiam als Präsident auf, so im Oktober 2024 vor der städtischen Frauengewerkschaft der PDCI.
Während seiner Zeit in der Schweiz schirmte Thiam bis zum Auffliegen des Beschattungsskandals sein Privatleben möglichst vor den Medien ab. In Zürich trat er wiederholt mit Leibwächtern in der Öffentlichkeit auf. In seinem Auftrag soll auch seine private Villa rund um die Uhr von einer Sicherheitsfirma bewacht worden sein. Teils von ihm selbst angestrengte gerichtliche Auseinandersetzungen legten jedoch Einblicke in seine Lebensumstände zur Zeit seines Aufenthalts in der Schweiz offen:
2020 schrieb die Times von einer Partytour Thiams zusammen mit seinem Deputy Pierre-Olivier Bouée in Ibiza, bei der es um Frauen gegangen sein soll. Der Artikel wurde nach einer Intervention der Credit Suisse gelöscht.
Im August 2024 fand vor dem Bezirksgericht Meilen ein Strafprozess gegen eine ehemalige Haushälterin statt. Thiam beschuldigte sie, sie habe versucht, ihn um einen Betrag von über einer halbe Million Franken zu erpressen. Die Haushälterin, die nach einer außer Kontrolle geratenen Auseinandersetzung mit Thiams Lebenspartnerin Marie-Soazic Geffroy das Haus verlassen hatte, wurde vollumfänglich freigesprochen. Das Urteil wurde in der zweiten Instanz vom Obergericht bestätigt und ist rechtskräftig. Es stellte sich heraus, dass Thiam unethisches und teilweise menschenverachtendes Verhalten gegenüber seiner ehemaligen Hausangestellten vorgeworfen wurde und Thiam immer wieder ausländische Angestellte einstellte, ohne über die dafür benötigten Bewilligungen zu verfügen. Zudem schuldet Thiam seiner Haushälterin aus einem Gerichtsurteil seit Dezember 2023 mehr als CHF 200'000.
2024 wurde eine Klage von Damien Dernoncourt, einem in Hongkong niedergelassenen, französischen Banker und Ex-Ehemann von Thiams zweiter Ehefrau Marie-Soazic Geffroy öffentlich. Dernoncourt bezichtigte Thiam, dass dieser während seiner heimlichen Affäre mit seiner Ex-Ehefrau Marie-Soazic Geffroy seine E-Mails gehackt und die Credit Suisse beauftragt habe, ihn aus finanziellem und persönlichem Interesse auszuspionieren. Als Schadensersatz hatte Dernoncourt vor einem US-Gericht von der UBS und CS mindestens 15 Millionen Dollar gefordert. Einzelheiten dieses Beschattungskandals, in den Thiam 2016 während der Scheidung seiner Lebenspartnerin persönlich stark involviert gewesen sein soll, zeichneten Schweizer Medien im Herbst 2024 nach.

## Sonstige Aktivitäten
- Nominierung durch das Weltwirtschaftsforum (WEF) als einer der kommenden 100 Globalen Führer von Morgen, 1998.
- Mitglied des WEF Dream Cabinet, 1999.
- Mitglied des International Business Council of the World Economic Forum
- Mitglied Group of Thirty (G-30)
- Mitglied des Internationalen Olympischen Komitees (IOC)
- 2019 Teilnahme an Bilderberg-Konferenz[40]